# Ingeborg Ågesdatter Thott
Ingeborg Ågesdatter Thott (død 1507) var datter af Åge Axelsen Thott.
Hun blev først i 1464 forlovet med en ung norsk adelsmand, Hans Sigurdsen, søn af drosten Sigurd Jonsen; men han døde kort efter, inden brylluppet, og efter Nyköpingmødet 1466 ægtede Ingeborg Ågesdatter Sten Sture, der i 1470 efter sin moders halvbroder kong Karls død blev Sveriges rigsforstander. Fru Ingeborg fik i 1476 ret til at gå i lige arv med sine brødre efter forældrene; men i øvrigt kom hun jo ved sit giftermål til at tilhøre Sveriges historie, i hvilken hun har erhvervet et agtet navn som den, der trofast stod ved sin husbonds side. Sin fromhed viste hun blandt andet ved at bekoste trykningen af et latinsk gudeligt skrift. Som en følge af Sten Stures rejsning mod kong Hans i 1501 blev hendes gods i Danmark erklæret for forbrudt til Kronen; men dette hindrede hende ikke i at holde fast ved sin ægtefælles politik også efter hans død. Efter sin mands død (1503) beholdt hun af hans finske len Tavastehus, som hun havde livsbrev på, indtil sin død, der indtraf i slutningen af 1507.